# (13640) Ohtateruaki
(13640) Ohtateruaki est un astéroïde de la ceinture principale.

## Description
(13640) Ohtateruaki est un astéroïde de la ceinture principale. Il fut découvert le 12 avril 1996 à Kitami par Kin Endate et Kazuro Watanabe. Il présente une orbite caractérisée par un demi-grand axe de 2,64 UA, une excentricité de 0,12 et une inclinaison de 13,2° par rapport à l'écliptique.

## Compléments